# Гурбич, Александр Фаддеевич
Алекса́ндр Фадде́евич Гу́рбич (р. 7 января 1949) — советский и российский физик. Ведущий научный сотрудник Физико-энергетического института. Доктор физико-математических наук (2000), профессор кафедры общей и специальной физики Обнинского института атомной энергетики.

## Биография
Александр Гурбич родился 7 января 1949 года.
Окончил Московский инженерно-физический институт (МИФИ) по специальности «Автоматика и электроника».
В 2000 году защитил диссертацию на соискание учёной степени доктора физико-математических наук по теме «Разработка экспериментальных методов и константного обеспечения ядерного микроанализа».
Главный научный сотрудник Физико-энергетического института.
Профессор кафедры общей и специальной физики Обнинского института атомной энергетики.

### Монографии
- Титаренко Н. Н., Гурбич А. Ф. Анализ пороговой аномалии в упругом и неупругом рассеянии протонов. — Обнинск: ФЭИ, 1994. — 12 с.
- Титаренко Н. Н., Гурбич А. Ф. Механизм реакции вблизи кулоновского барьера. — Обнинск: ФЭИ, 1995. — 14 с.

### Учебные пособия
- Гурбич А. Ф. Методические указания к выполнению лабораторных работ по курсу «Общая физика». — Обнинск: ИАТЭ, 1999. — 20 с.
- Лабораторный практикум по курсу «Общая физика» (раздел «Механика») / Ред. А. Ф. Гурбич, А. П. Маркин. — Обнинск: ИАТЭ, 1999. — 64 с.
- Гурбич А. Ф. Общая физика: Методические указания к выполнению лабораторных работ по курсу «Общая физика». — Обнинск: ИАТЭ, 2001. — 26 с.
- Лабораторный практикум по курсу «Общая физика» (раздел «Механика») / Ред. А. Ф. Гурбич, А. П. Маркин. — Обнинск: ИАТЭ, 2001. — 64 с.
- Карманов Ф. И., Гурбич А. Ф. Планирование эксперимента и обработка данных: Компьютерный практикум по курсу «Статистические методы обработки экспериментальных данных и метрология». — Обнинск: ИАТЭ, 2006. — 76 с.
- Лабораторный практикум по курсу «Общая физика» (раздел «Колебания и волны») / Сост. А. Ф Гурбич и др.; ред. С. И. Кучерявый, Н. Н. Лескина. — Обнинск: ИАТЭ, 2009. — 60 с.

### Статьи
- Гурбич А. Ф., Ершова В. А. База данных по сечениям ядерных реакций для ядерного микроанализа // гос. ВАНТ сер. Ж. — 1996. — Вып. 1. — С. 99.
- Соковиков В. В., Гурбич А. Ф. Исследование изменений физических свойств керамики на основе нитрида кремния при поверхностной активации протонным пучком // Контроль. Диагностика. — 2003. — № 12. — С. 22—24.
- Гурбич А. Ф., Соковиков В. В. Применение метода поверхностной активации в промышленном неразрушающем контроле изделий из керамики // Химическое и нефтегазовое машиностроение. — 2004. — № 4. — С. 49—50.
- Gurbich A. F., Molodtsov S. L. Application of IBA techniques to silicon profiling in protective oxide films on a steel surface // Nucl. Instr. and Meth.. — 2004. — Vol. B226. — P. 637—643.
- Gurbich A. F., Minko Y. V., Sokovikov V. V. Surface activation by induced fission fragments (Активация поверхности осколками вынужденного деления) // Nucl. Instr. & Meth. in Phys. Res.. — 2005. — Vol. B229. — P. 276—280.
- Molodtsov S. L., Gurbich A. F., Jeynes C. Accurate ion beam analysis in the presence of surface roughness // J. Phys. D: Appl. Phys.. — 2008. — Vol. 41. — P. 205303.
- Молодцов С. Л., Гурбич А. Ф. Моделирование спектров обратного рассеяния для образцов с шероховатой поверхностью // Материалы всероссийской конференции «Математика и математическое моделирование». — Саров, 2008. — С. 13.
- Орлова Е. А., Гурбич А. Ф., Молодцов С. Л., Орлов В. В., Бозин С. Н., Башкин А. В. Формирование и исследование защитных покрытий, совместимых с нитридным топливом, на стали ферритно-мартенситного класса // Атомная энергия. — 2008. — Т. 105, вып. 5. — С. 269—273.
- Молодцов С. Л., Гурбич А. Ф. Моделирование влияния наложений импульсов на амплитудный спектр сигналов // Материалы всероссийской конференции «Математика и математическое моделирование». — Саров, 2009. — С. 11—30.
- Molodtsov S. L., Gurbich A. F. Simulation of the pulse pile-up effect on the pulse-height spectrum // Abstract book of the 19th Int. Conf. on Ion beam Analysis. — Cambridge, UK, 2009. — P. 360.

### Патенты
- Гурбич А.Ф., Истомин И.В., Тихонов С.В. Способ моделирования протонной составляющей радиационных поясов земли (патент РФ № 2027329). 13.06.1991.